# Muzeum Techniki i Komunikacji w Szczecinie
Muzeum Techniki i Komunikacji – Zajezdnia Sztuki w Szczecinie – muzeum w Szczecinie. Jedno z największych w Polsce muzeów o profilu technicznym.

## Historia
Muzeum zostało utworzone 1 stycznia 2006 r. Mieści się na Niebuszewie-Bolinku we wpisanej do rejestru zabytków zajezdni tramwajowej przy ul. Niemierzyńskiej.
W 2010 roku w zajezdni przeprowadzono kompleksowe prace renowacyjne finansowane z funduszy Norweskiego Mechanizmu Finansowego oraz Europejskiego Obszaru Gospodarczego.

## Wystawy

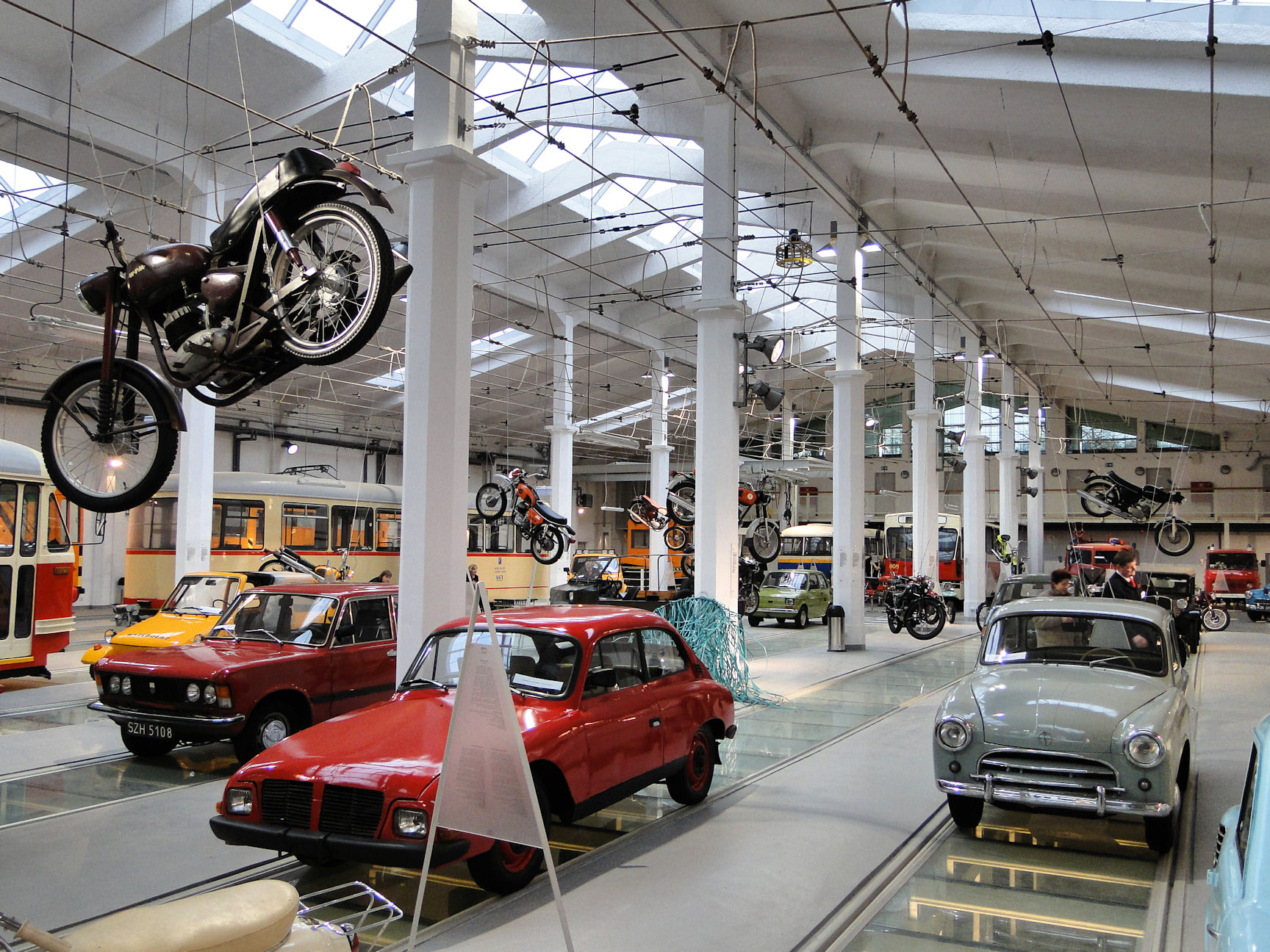
Ekspozycja – widok ogólny

W muzeum prezentowana jest między innymi historia szczecińskiej komunikacji miejskiej, tramwajowej i autobusowej.
Osobnym tematem jest szczeciński przemysł motoryzacyjny. Prezentowane są motocykle przedwojennej firmy Alba, samochody marki Stoewer, jak i powojenne Junaki ze Szczecińskiej Fabryki Motocykli.
Są też polskie jednoślady: skutery Osa, motorowery: Komar, Żak i Ryś oraz motocykle: WSK, SHL i Sokoły.
Samochody reprezentowane są przez Syreny, Fiaty 125p i 126p, Warszawy, Żuka, Nysę i Stara 25.
W muzeum zgromadzono także prototypy polskich pojazdów: Beskida, Smyka, Wszędołaza, LPT i Iskrę.
W muzeum znajduje się symulator tramwaju Konstal 105Na. Do kabiny wyciętej z prawdziwego wagonu dołożono wizualizację trójwymiarową wyświetlaną na przedniej szybie kabiny, obejmuje ona kawałek rzeczywistego Szczecina.

## Kolekcja muzeum

### Tramwaje
Źródło:
| Model         | Numer taborowy        | Zdjęcie | Producent  | Rok produkcji | Historyczny od |
| ------------- | --------------------- | ------- | ---------- | ------------- | -------------- |
| Bremen        | 035 pług wirnikowy    |         | Nordwaggon | 1926          | 2006           |
| Bremen        | 037 solarka           |         | Nordwaggon | 1926          | 2006           |
| Bremen        | 144                   |         | Nordwaggon | 1926          | 2001           |
| Bremen        | V solarka             |         | Nordwaggon | 1926          | 2008           |
| Bremen        | VII pług wirnikowy    |         | Nordwaggon | 1926          | 2006           |
| Düwag GT6     | 919                   |         | Duewag     | 1958          |                |
| Düwag B4      | 953                   |         | Duewag     | 1960          |                |
| Düwag B4 (l)  | 551                   |         | Duewag     | 1957          |                |
| Konstal N     | 024 szlifierka torowa |         | Konstal    | 1954          | 2011           |
| Konstal N     | LIV pług lemieszowy   |         | Konstal    | 1954          | 2008           |
| Konstal 4N    | 114                   |         | Konstal    | 1951          | 2008           |
| Konstal 102Na | 604                   |         | Konstal    | 1971          | 2004           |
| Konstal 102Na | 606                   |         | Konstal    | 1971          | 2004           |
| Konstal 105N  | 713                   |         | Konstal    | 1978          | 2004           |

## Galeria

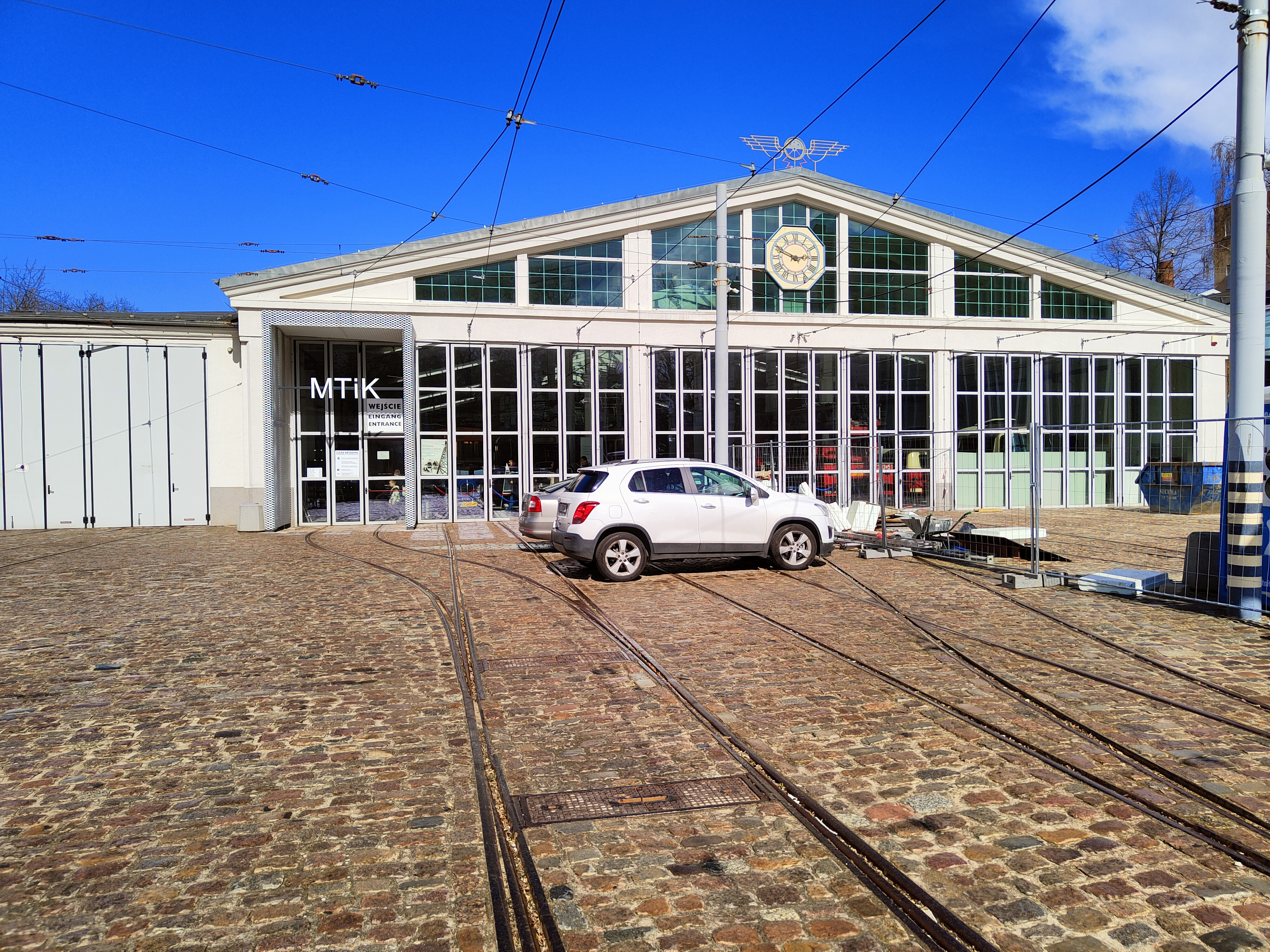
Budynek główny muzeum w kwietniu 2022
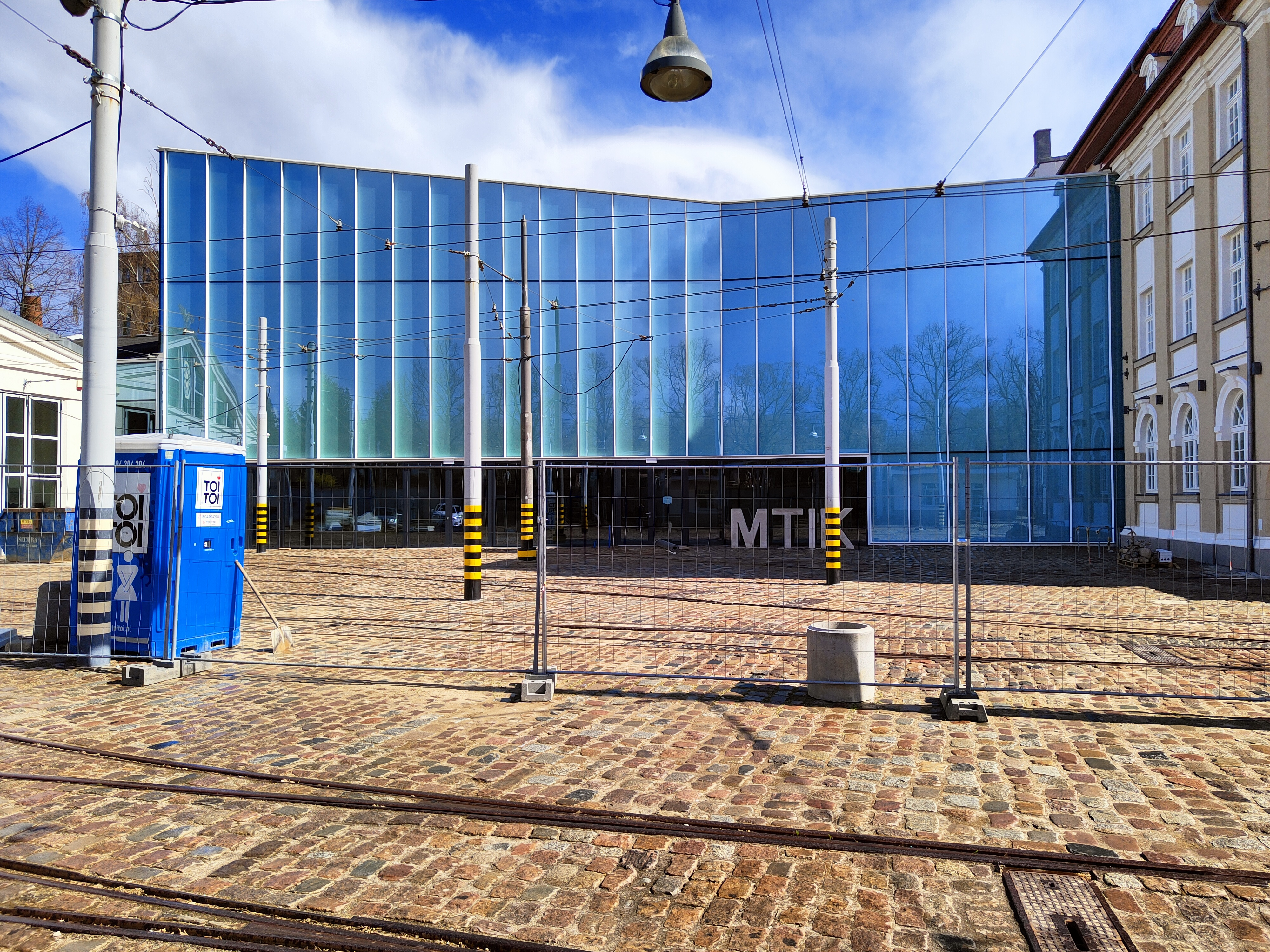
Łącznik między budynkiem głównym a nową częścią muzeum
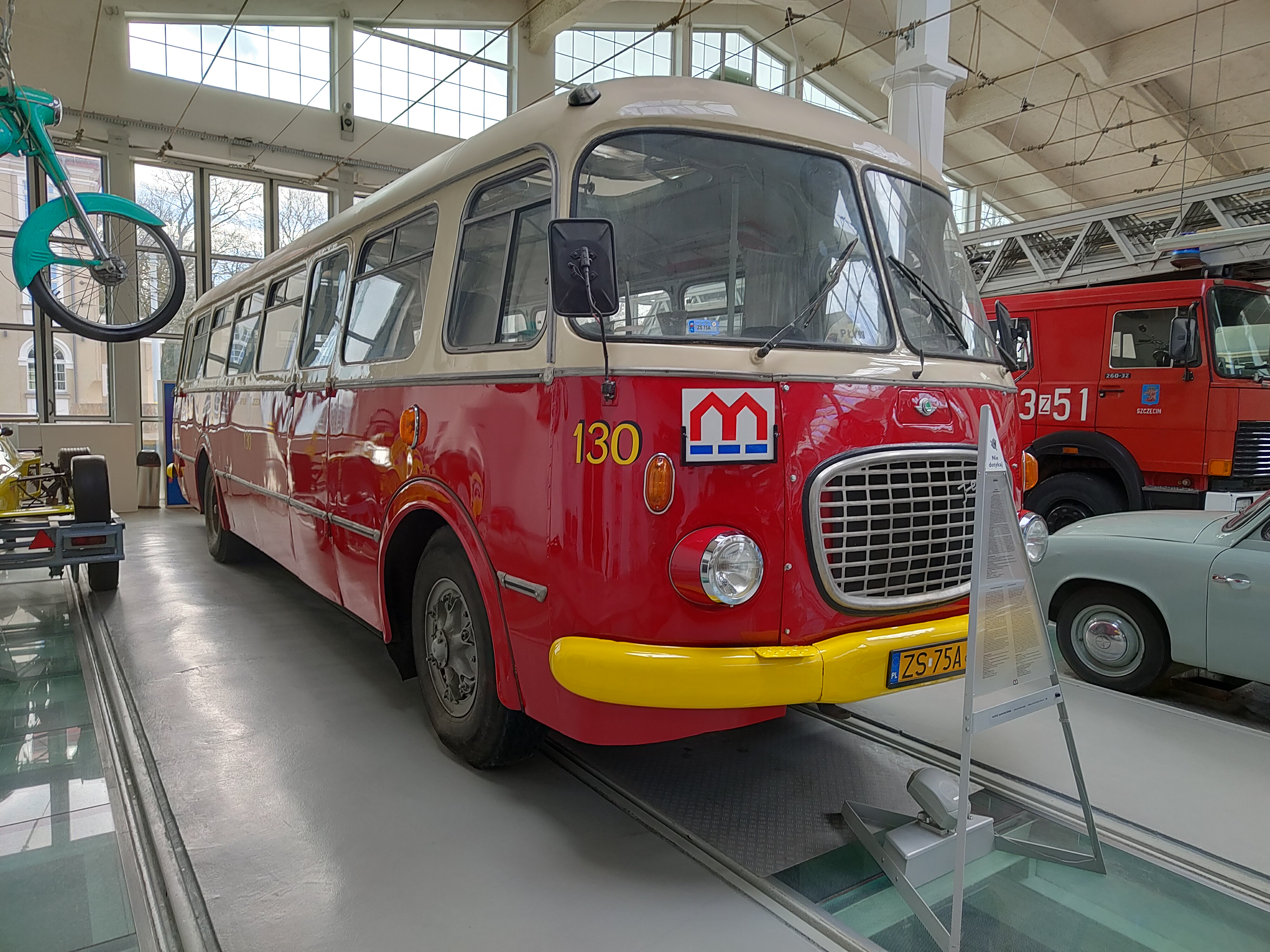
Jelcz 043
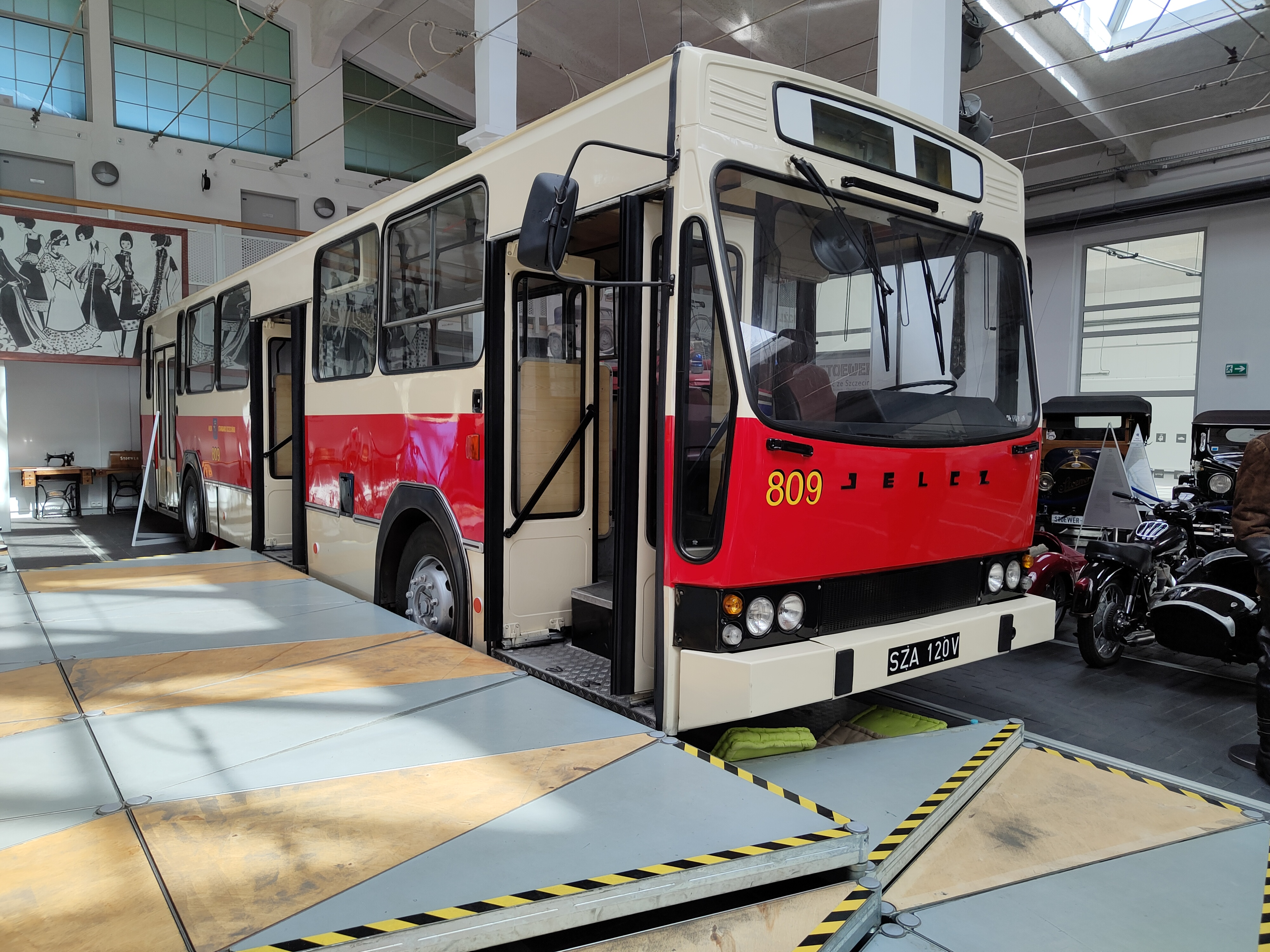
Jelcz PR110M
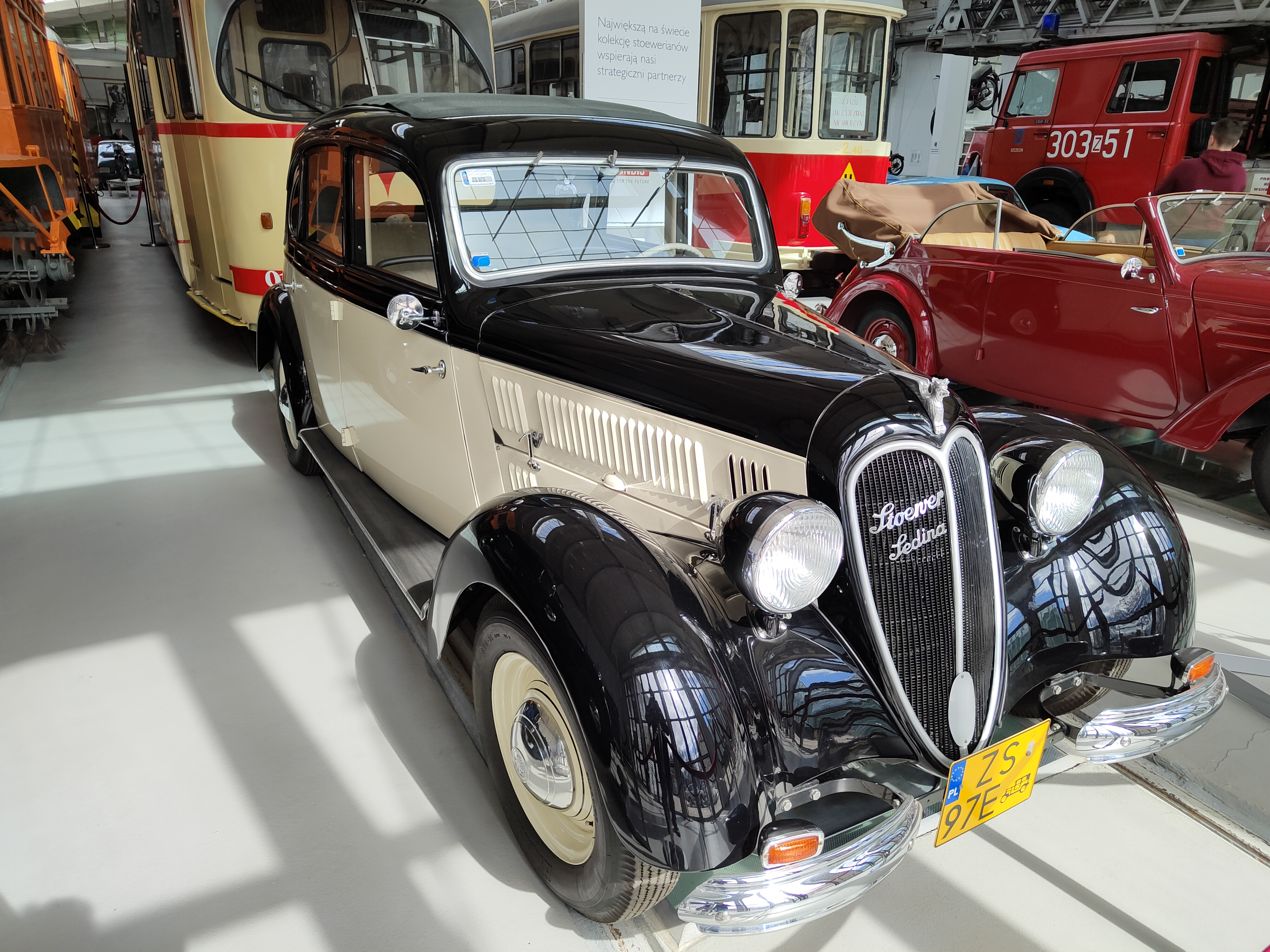
Stoewer Sedina